# Oranjepoldermolen
De Oranjepoldermolen was een wipmolen welke gebruikt werd voor het bemalen van de Oranjepolder in Voorschoten. De molen stond langs de Voorwatering, ter hoogte van de verbindingssloot met de Dobbewatering. 
De molen werd gebouwd in 1673, brandde in 1703 af en werd herbouwd. In 1926 is de wipmolen vervangen door een Amerikaanse windmolen van het type 'Hercules'. Deze werd op zijn beurt in 1961 vervangen door een elektrisch gemaal.